# Maeda Yuto
Maeda Yuto (前田 悠斗 Maeda Yuto, sinh ngày 22 tháng 11 năm 1994) là một cầu thủ bóng đá người Nhật Bản. Anh thi đấu cho AC Nagano Parceiro.

## Sự nghiệp
Maeda Yuto gia nhập câu lạc bộ J3 League AC Nagano Parceiro năm 2017. Vào ngày 21 tháng 6 năm anh ra mắt ở Cúp Hoàng đế Nhật Bản (v FC Tokyo).